# マイルス・ボーン

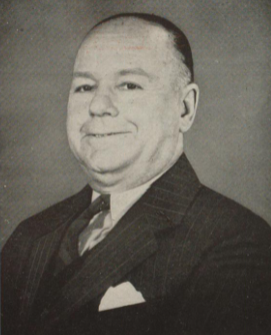
Miles Walter Vaughn

マイルス・ウォルター・ボーン（Miles Walter Vaughn、1891年 - 1949年1月30日）は、大正から昭和時代の日本で活躍したアメリカ合衆国のジャーナリストである。

## 経歴・人物
ネブラスカ州の生まれ。カンザス大学卒業後の1915年にUP通信社（1958年、国際通信社 (INS)と合併してUPI通信社となる）に入社した。勤務中は外報部長やブラジル支局長、中南米担当記者を歴任した。1923年（大正12年）末に前任デュポスの後任として東京支局長として来日、東京に約十年在住する。
滞日中は中華民国での中国国民革命や満州事変の報道に携わった事で一躍有名となった。1933年（昭和8年）に任期満了となり、一旦帰国し夜間における報道の編集長に就任した。ボーンはダグラス・マッカーサー連合国軍最高司令官が第二次世界大戦中に率いた司令部に従軍、日本、太平洋及びアジア方面のUP通信の従軍記者を指揮、マッカーサーがオーストラリアから日本に進攻してくる間、日夜苦楽を共にした非常に親しい関係であった。
戦後に再来日し、再度東京に在住した。在職中は日本で発生した事件や事故の報道にあたる。
米国とソ連の対立が明らかになるに及んで、米国の日本占領政策に修正の兆しが出てきた頃から、ボーンは米国の世界政策に日本の再建が必要であることを痛感し、マッカーサーの占領政策がいかなるものか、その真相を判らせることと、世界の大勢がどう動いているか、この間に日本はいかなる地位にあるか、日本の使命が何かを日本国民に知らせることが必要だと考えるようになる。
1946年（昭和21年）親しかった高田元三郎による日米通信社発足に協力、1947年（昭和22年）にはUP副社長兼極東総支配人となり、この年の12月にパシフィカスという仮名で『マッカーサー元帥の日本再建構想』を執筆、高田が訳者、大宅壮一が編集を主宰して刊行する。
この本の刊行にあたっては、あらかじめマッカーサーに話して許可を得てから、司令部の資料を十分に使用して、ベーカー少将に原稿を見てもらった後、情報局のニュージェント中佐から正式の出版許可を得るなど、正しい知識を提供するために最善の努力をした。
その後、本人の名で『アジアの防壁』を執筆して、最終原稿を届けた翌日の1949年（昭和24年）1月30日に、電通の前社長であった上田碩三と共に東京湾で遭難死した。
遺著となった『アジアの防壁』は共産勢力の膨張による米ソ対立、中華人民共和国の出現による国際情勢の変化、日本にアジアの防壁を期待することによる米国の対日政策が大きな変化をした事情を日本の読者に理解させることを目的として執筆されていた。
1950年、鈴木文史朗の提案により、高田元三郎がボーンの死を悼み功績を称(たた)える「ボーン賞」の制定に動き、長谷川才次、本田親男、吉田秀雄、高石真五郎、松方三郎と共に発起人代表として、日米のマスコミの有志らが資金を出し、日本新聞協会によって国際報道に貢献した報道者を表彰するボーン国際記者賞（1978年に「ボーン・上田記念国際記者賞」に改名）が創設された。

## 著書
- マイルス・ヴォーン 原著 ほか『日本に迫る影 : 満洲事変より二・二六まで』,時局評論社,1937. 国立国会図書館デジタルコレクション
- パシフィカス, 高田元三郎『マッカーサー元帥の日本再建構想』,トッパン,1947 国立国会図書館デジタルコレクション
- マイルス・W.ヴオーン 著 、高田元三郎訳『アジアの防壁』,毎日新聞社,1949 国立国会図書館デジタルコレクション